# Camille Guyot de Villeneuve
Pierre François Camille Guyot de Villeneuve, né le 9 août 1862 au château de Lagrange (commune de Saint-Bouize dans le Cher) et mort le 6 juillet 1939 à Paris 8e, est un homme politique français.

## Biographie
Il est le fils de Gustave Guyot de Villeneuve et le petit-fils du ministre Camille de Montalivet.
Secrétaire d'ambassade, démissionnaire en 1886 pour protester contre le vote des lois d'exil frappant le comte de Paris, il est membre du service d'honneur de ce dernier, puis député de l'Action libérale populaire des Basses-Alpes de 1906 à 1910. Il est maire de Saint-Bouize pendant 40 ans et président du comice agricole des cantons de Sancerre, Sancergues et Léré.
Il épouse à la nonciature de Paris, en 1893, Léonie Thérèse Piou, fille de Jacques Piou, conseiller du comte de Paris et futur fondateur avec Albert de Mun en 1901 de l'Action libérale populaire, parti des catholiques ralliés à la République. Ils eurent quatre enfants.

## Décoration
- Chevalier de la Légion d'honneur (4 juin 1930)[5]